# Jules Villette
 Charles-Jules Villette, né le 6 janvier 1856 à Sedan et mort le 7 avril 1920 à Menton, est un magistrat et historien français. Il fut aussi un des otages civils internés par les Allemands en Lituanie, pendant les derniers mois de la Première Guerre mondiale.

## Biographie
Né à Sedan en 1856, il est issu d'une famille implantée depuis plusieurs générations à Sedan, et œuvrant dans l'industrie textile de cette ville depuis 1688. Il effectue des études de droit, est reçu comme avocat puis s'oriente vers la magistrature.  Il est tout d'abord  attaché au parquet et juge-suppléant à Sedan, puis il est nommé juge au tribunal d'Avesnes le 20 octobre 1883,, puis vice-président le 11 mars 1893,. Le 6 janvier 1899 il devient juge au tribunal de Lille, puis, le 8 mai 1911, conseiller à la Cour d'appel de Douai. En parallèle de cette carrière juridique, il procède à des travaux historiques, et à des publications consacrées principalement au XVIIe siècle et XVIIIe siècle, mettant d'ailleurs à profit les archives des tribunaux. En 1910,  il lègue sa bibliothèque à la ville de Sedan.
Pendant la Première Guerre mondiale et l'occupation allemande de Douai, la 30 décembre 1917, la Kommandatur (commandement militaire allemand) décide de sélectionner parmi les personnalités de la ville vingt-cinq otages, dont Jules Villette, en représailles du refus de la France de libérer des Alsaciens qu'elle détient depuis le début de la guerre. Jules Villette dut se tenir prêt dès réception de la décision des occupants, n'ayant que le temps de constituer un bagage de linge et de vêtements et quelques vivres. Le 5 janvier 1918, le convoi des otages hommes quitte Roubaix et passe par Valenciennes, Avesnes, Mézières, Charleville et Sedan,, grossissant chaque fois. Il traverse l'Allemagne et gagne la Lituanie (territoire pris à la Russie). Il s'arrête au  camp de Milejgany, à l'ouest de Vilnius, dans des locaux insalubres. Trois des collègues de Jules Villette à la Cour de Douai, Messieurs Bosquet et Febvre, présidents de chambre, et Disard, conseiller, succombent. Une visite de délégués espagnols, en mars 1918, incite les Allemands à installer les otages dans un camp, à Roon (7 kilomètres de Vilnius), offrant des conditions d'hébergement un peu plus salubres. Pour autant, les civils ainsi internés bénéficient d'une alimentation très réduite, souffrent du froid et sont soumis à diverses vexations et corvées. Les accords de Berne d'avril 1918 viennent mettre un terme à ces internements de civils. Le 5 juillet, certains des survivants parmi les otages quittent leur lieu de détention pour arriver 5 jours plus tard à Évian-les-Bains,. Jules Villette, gravement malade, avait pu quitter les autres otages un peu avant pour être rapatrié sur Douai où il trouve son domicile pillé. Affaibli, il prend sa retraite.
Il est nommé chevalier de la Légion d'honneur par décret du 19 avril 1919.
Il décède en 1920 à Menton, où il résidait pour des questions de santé. L'inhumation de Jules Villette, qui avait été nommé Conseiller honoraire, a  lieu au cimetière de Sedan, le 22 avril 1920.

## Publications
- Un duel à Sedan en 1629 entre Philippe II de Mérode-Houffalize, comte de Miquelbourg, et le batard de Croy, Arcis-sur-Aube : Léon Frémont, 1887
- L'Inventaire de Toussaint Berchet, 1607, J. Laroche, 1888, 19 p.
- Passage de l'armée de Condé à La Chapelle, en 1672, J. Laroche, 1888.
- Inventaire du collège de Sedan fait à la suppression des Jésuites en 1762 : La bibliothèque des Jésuites, J. Laroche, 1889, 34 p.
- L'Enlèvement des filles du seigneur de Contreuve, 4 novembre 1584, dans la Revue d'Ardenne & d'Argonne : scientifique, historique, littéraire et artistique, publiée par la Société d'études ardennaises "La Bruyère", Sedan : imprimerie Laroche, 1899, p. 89-99
- Deux Sedanais oubliés : le colonel Esdras Bauda (1608-1673), le capitaine de vaisseau Isaac Bauda (1633-1682), A. Picard et fils, 1902, 38 p.
- Un procès entre un chirurgien et des médecins sedanais en 1646, E. Laroche, 1902, 25 p.
- Les tremblements de terre dans les Ardennes & les Régions voisines, dans la Revue d'Ardenne et d'Argonne, 1904-1905, tome 12, p. 33–61 — tiré à part : Impr. E. Laroche, 1905, 31 p. .

## Distinctions
- Chevalier de la Légion d'honneur